# Commersonia diphylla
Commersonia diphylla är en malvaväxtart som beskrevs av Gábor Gabriel Andreánszky. Commersonia diphylla ingår i släktet Commersonia och familjen malvaväxter. Inga underarter finns listade i Catalogue of Life.